# 勞夫利峰
46°31′58.2″N 7°28′57.1″E / 46.532833°N 7.482528°E
勞夫利峰（德語：Rauflihorn）是瑞士伯恩州的山峰，位於該國南部，屬於伯尔尼山的一部分，海拔高度2,323米，每年平均降雨量1,585毫米。

## 外部連結
- Rauflihorn on Hikr （页面存档备份，存于）